# Mörttjärnen (Sunne socken, Värmland, 663303-136215)
Mörttjärnen är en sjö i Sunne kommun i Värmland och ingår i Göta älvs huvudavrinningsområde. Sjöns area är 0,012 kvadratkilometer och den befinner sig 181 meter över havet.